# 삼포왜란
삼포왜란(三浦倭亂, 1510년 4월 4일 ~ 4월 19일) 또는 경오왜변(庚午倭變)은 1510년(중종 5년) 4월 4일에 제포(내이포), 부산포, 염포의 삼포에 거주하고 있던 왜인들이 쓰시마(對馬) 다이칸(代官) 소 모리치카(宗盛親)의 지원을 받아 일으킨 왜변을 말한다.

## 개요
중종 5년(1510년) 4월 4일, 제포에 거주하고 있던 항거왜추(恒居倭酋), 대조마도(大趙馬道), 노고수장(奴古守長) 등이 병선 100척과 무장한 왜인 4~5천명을 거느리고 성을 공격하였다. 이들은 삼포의 각 관리들의 부당한 요구를 토로하였다. 부산포첨사는 소금과 기와를 굽는데 사용하는 땔감을 과하게 요구하였고, 웅천현감(熊川縣監)은 왜인들의 상업 활동을 금지하면서 급료를 제대로 주지 않았으며, 제포첨사는 고기잡이를 할 때 허락을 해주지 않으면서 왜인 4명을 살해했다는 대의명분을 내세웠다. 이들은 부산포, 제포를 함락시키고, 영등포를 불사르고, 웅천진 등을 공격하였다.
이 변란으로 인해 부산포, 제포, 웅천, 영등포가 함락되고, 부산포첨사 이우증이 살해당하였다. 군사와 백성들 272명이 죽고, 동평현, 동래현, 민가 796호가 전소되었다.
중종 5년(1510년) 4월 8일, 조정에서는 황형(黃衡), 유담년(柳聃年)을 각각 경상좌도방어사(慶尙左道防禦使)와 경상우도방어사(慶尙右道防禦使)로 임명하여 군사를 보내 이들을 토벌하였다.
중종 5년(1510년) 4월 13일, 확전을 염려한 쓰시마 다이칸(代官) 소 모리치카(宗盛親)는 서계를 보내 강화를 요청하였다.
중종 5년(1510년) 4월 19일, 제포에 모여있는 왜인들을 세 갈래로 포위하여 8시간 동안 협공한 끝에 물리쳤다.
중종 5년(1510년) 4월 22일, 싸움이 끝나자 왜적의 시체가 낭자했는데, 혹 명이 끊어지지 않은 자도 있었다. 무장 소기파(蘇起坡)가 찬 칼을 빼어 그 가슴을 찌르고 손으로 그 쓸개를 따내어 먹고 손과 얼굴에 피를 바르고 술 마시기를 자약하게 하니, 사람들이 ‘소야차(蘇夜叉)’라 하였다.

## 결과
1510년 삼포왜란으로 삼포는 폐쇄되었다. 결국 1512년 중종 7년 《임신약조》(壬申約條)를 체결하여 제포만을 개항하고 국교를 다시 재개한다. 이 약조의 내용은 다음과 같다.
1. 한 해에 세견선을 50척에서 25척을 반감한다.
2. 해마다 주는 쌀과 콩 200석을 100석으로 반감한다.
3. 특송선(特送船)을 보내지 말고, 전할 말이 있으면 세견선 편으로 고한다.
4. 도주의 아들 및 대관(代官)과 수직인(受職人, 관직을 받은 향화 일본인이나 여진인)을 받았거나 수도서인(受圖書人, 통상 허가 도서를 받은 일본인)에게 주는 쌀·콩과 세견선은 모두 없앤다.
5. 도주가 보낸 것이 아닌데 가덕도(加德島) 근처에 와 정박하는 배는 모두 왜적으로 간주한다.
6. 내부 깊숙이 사는 왜인으로서 직(職)을 받았거나 도서를 받아 통행(通行)하는 자들을, 그 세월이 얼마나 오래되었느냐 하는 것과 공로(功勞)와 긴급 여부를 판단하여 감한다.
7. 통행을 허락한 사람 중에 도서를 받은 자는 도서를 고쳐 발급한다.

이후 조선 관병과 대마도 왜인 사이에 싸움이 일어났으므로 1544년 중종 39년에 부산포로 왜관을 옮기고, 1678년 숙종 4년에는 다시 왜관을 초량(草梁)으로 옮겼다. 왜관에는 주위에 성을 쌓고 그 안에 왜인이 거류하며 시장, 창고, 공청(公廳) 등이 있고 관수왜(館守倭, 관을 지키는 왜인)등이 상주 하였다.

## 같이 보기
| - 대마도 정벌 (1419) - 사량진왜변 (1544) - 을묘왜변 (1555) - 정해왜변 (1587) | - 국조정토록 - 비변사 - 삼포 개항 - 연미정 - 계해약조(1443) - 임신약조(1512) - 정미약조(1547) - 기유약조(1609) |